# Kyrtolitha roseata
Kyrtolitha roseata är en fjärilsart som beskrevs av Thierry-mieg 1910. Kyrtolitha roseata ingår i släktet Kyrtolitha och familjen mätare. Inga underarter finns listade i Catalogue of Life.